# Disembolus torquatus
Espèce
Disembolus torquatus est une espèce d'araignées aranéomorphes de la famille des Linyphiidae.

## Distribution
Cette espèce est endémique des États-Unis. Elle se rencontre en Idaho et au Washington.

## Description
Les mâles mesurent de 1,25 à 1,55 mm et les femelles de 1,45 à 1,60 mm.

## Publication originale
- Millidge, 1981 : The erigonine spiders of North America. Part 4. The genus Disembolus Chamberlin and Ivie (Araneae: Linyphiidae). Journal of Arachnology, vol. 9, no 3, p. 259-284 (texte intégral).